# Mangannodul
Et mangannodul eller en manganknold er en uregelmæssig sort eller brunsort klump som hovedsageligt består af mangan- og jernoxid omkring en indre kerne. Knoldstørrelsen varierer, men de er typisk omkring 3–5 cm og vejer omkring 100 gram. Knoldene kan indeholde op til 55 % mangan, 35 % jern og 2 % nikkel, kobolt og kobber. Da de findes i store kvantiteter, eksempelvis på havbunden, og indeholder værdifulde metaller, er deres aflejringer typisk økonomisk interessante for kommercielle foretagender.